# Fordiophyton breviscapum
Fordiophyton breviscapum là một loài thực vật có hoa trong họ Mua. Loài này được (C. Chen) Y.F. Deng & T.L. Wu mô tả khoa học đầu tiên năm 2004.